# WorkPLAN
WorkPLAN ist eine ERP-Lösung (bestehend aus den beiden Varianten WorkPLAN Enterprise und MyWorkPLAN), die von der französischen Firma Sescoi für Einzelfertiger oder projektorientierte Abteilungen entwickelt wurde, die eine spezialisierte ERP-Lösung brauchen.
Die typischen Benutzer dieser ERP-Lösungen stammen aus folgenden Industriezweigen: Automobilindustrie, Luftfahrt und Verteidigung, Ingenieurbüros, Maschinenbau, Werkzeugbau und Formenbau.

## Geschichte
Die erste Version der ERP-Lösung WorkPLAN wurde im Jahre 1992 entwickelt. Die 2006 herausgegebene Version 12 ist die letzte Version dieses ursprünglichen Systems.
Seit 2003 entwickelt Sescoi eine neue Generation der WorkPLAN ERP, die als zwei sich ergänzende Produkte entwickelt wurden. Das erste dieser Produkte ist MyWorkPLAN, ein modulares ERP-System für das Projekt-Management, das im Jahre 2006 herausgegeben wurde. Das zweite Produkt ist WorkPLAN Enterprise, eine vollständige ERP-Software für Einzelfertiger, Werkzeug- und Formenbauer und Konstruktionsabteilungen, die 2008 herausgegeben wurde. Beide Produkte verwenden MySQL für den Betrieb der Datenbank und verfügen über eine moderne Benutzeroberfläche mit einem Navigationsbaum, wie er auch in CAD-Systemen verwendet wird.
Die Version 3 von MyWorkPLAN und WorkPLAN Enterprise wurde 2009 veröffentlicht. Beide Produkte sind SAP-zertifiziert seit dem 25. November des Jahres 2009.
Version 4 wurde auf der EuroMold zeigen bei der Messe Frankfurt im Dezember 2010 ins Leben gerufen. Diese Version enthält neue Tools für Customer-Relationship-Management (CRM) und eine Kombination von detaillierten und vereinfachten Planungsmethoden. Sie enthält auch eine aktualisierte Benutzeroberfläche, eine neue Zugriffsmöglichkeit auf das System über Internet und neue Funktionen zur Verwaltung von Losproduktionen.

## Funktionen

WorkPLAN Enterprise User Interface

Die ERP-Lösung WorkPLAN erlaubt den Unternehmen oder der Abteilungen, die wichtigsten Elemente ihrer Aktivitäten zu automatisieren und zu verwalten, wie Projekt-Kosten, Angebote, Aufträge, Planung, Dokument-Management, Analyse der 3D-CAD-Dateien, Stücklisten, Qualität, Kontrolle von Zeiten und Anwesenheiten mit dem Touchscreen, Erfassung von Ist-Zeiten, Bestellungen, Lagerverwaltung, Schlüssel-Kennzahlen, Überblick über die Finanzen und strategische Analysen.

## Unterschiede zu anderen ERP-Systemen
WorkPLAN, WorkPLAN Enterprise und MyWorkPLAN sind von Anfang für die besonderen Anforderungen im Werkzeug- und Formenbau entwickelt worden. So kann direkt aus dem System heraus eine Analyse von CAD- und CAM-Projekten erfolgen, welche als Technische Kriterien in die Angebotsplanung einfließen. Durch die starke Verzahnung mit WorkNC und WorkNC-CAD bietet sich dabei über das reine Sichten von CAD und CAM Projekten hinaus die Möglichkeit, die Komplexität eines Bauteils zu analysieren.

## Schnittstellen mit anderen Systemen
Seit 2010 ist WorkPLAN laut dem „SAP Integration and Certification Center“ (SAP ICC) mit der SAP ERP Anwendung anhand des SAP Integrationsszenario‚ Plant Data Collection – Shop Floor Control (PP-PDC 4.6), integriert. WorkPLAN Enterprise und MyWorkPLAN verfügen darüber hinaus über Schnittstellen für die folgenden Softwares:
- MS Office, MS Project und Open Office
- Buchhaltungssysteme (Sage, Quickbooks, Datev, Cegid, EBP, Varial usw.)
- Lohnbuchhaltungssysteme
- Andere ERP-Produkte (SAP, Navision usw.)
- CAM Software (WorkNC)
- CAD und PLM Software für den Import von Stücklisten (VisiCAD, Think3, TopSolid, AutoCAD, Cimatron, ProEngineer, Unigraphics usw.)
- CAD/CAM Software für die Analyse der CAD-Dateien (STEP, IGES, CATIA V4 & V5, Unigraphics, SolidWorks, SolidEdge, Pro/E, Parasolid, STL etc.) mit der Möglichkeit WorkXPlore 3D zu verwenden
- Erweiterte Planungssysteme (APS) (Ortems und Preactor)
- CRM Software (Sage Vente Partner usw.)
- Produktionssysteme, anhand von XML Agent

## Technologie
Die erste Version der ERP-Lösung WorkPLAN wurde mit der Programmiersprache Unify VISION entwickelt und verwendete Unify DataServer von Unify Corporation für den Betrieb der Datenbank.
Die beiden neuen Produkte, MyWorkPLAN und WorkPLAN Enterprise, wurden mit PowerBuilder, Delphi und C++ entwickelt, und verwenden MySQL für den Betrieb der Datenbank. Beide Produkte enthalten die Technologie der US-Firma Tom Sawyer für die graphische Erstellung und Darstellung der Verknüpfungen zwischen den Aufgaben.